# Азартні ігри в Пуерто Рико
Азартні ігри дозволені в Пуерто Рико за умов дотримання вимог законодавства.
Так, легальні казино в Пуерто-Рико повинні бути розташовані в готелі чи курорті. Мінімально дозволений вік для гравців складає 18 років, при цьому, деякі казино мають власний ліміт для гравців у 21 рік.
Місто з найбільшою кількістю казино в Пуерто-Рико — це Сан-Хуан, інші популярні місця для ігор: Понсе, Ріо-Гранде, Кагуас і Маягуес.

## Історія
Азартні ігри на острові з'явились в XV столітті під час е в XV столітті під час іспанської колонізації Пуерто-Рико.
1898 року півнячі та собачі бої було визнано протизаконними. 1933 року їх знову повернули до списку законних, але згодом заборонили остаточно. На час заборони в Пуерто-Рико діяло 125 арен для півнячих боїв.
1910 року було затверджено законність кінних перегонів, при цьому кінні змагання поза іподромами стали законними 1956 року.
1948 року в Пуерто-Рико було прийнято Закон про казино та ігри як засіб боротьби з незаконними гральними закладами. 1950 року було легалізовано бінго та аналогічні ігри.
1970 року в країні створено Комісію з азартних ігор, її діяльність стосується заборони, легалізації та регулювання певних форм таких ігор.
1989 року закон було переглянуто з дозволу Верховного суду США, з того часу все регулювання азартних ігор в Пуерто-Рико відбувається силами острова, а більшість азартних ігор та об'єктів є повністю законними.
Пуерто-Рико — одна з небагатьох країн, що має більшу частку надходжень до бюджету з туризму, цей острів Карибського басейну щороку приймає мільйони туристів, де офіційними є англійська та іспанська мови.
В липні 2019 року уряд Пуерто-Рико прийняв законодавство про спортивні ставки, через що очікується збільшення надходжень до бюджету в розмірі 44–62 млн $ щороку. Губернатор Пуерто-Рико ратифікував цей законопроєкт на законодавчому рівні. Згідно закону, податок на ігрові доходи від наземних казино склали 7 % та 12 % для онлайн-казино. Оператори фентезі-спорту обкладаються податком 12 %.
Після легалізації та врегулювання, беттінг і фентезі-спорт отримали можливість легально працювати в Пуерто-Рико як у казино, так і мотелях, готелях без казино, гонкових треках, іподромах, магазинах і будь-яких інших місцях, які Комісія з азартних ігор Пуерто-Рико вважає безпечними. З 2019 року онлайн-ставки, онлайн слоти, онлайн-казино вже не повинні мати реальну адресу та фізичний офіс, як раніше.